# 잃어버린 세계 (장르)
잃어버린 세계(Lost World)는 판타지 또는 SF의 장르의 하나로, 시간적·장소적으로 격절된 새로운 세계를 발견하는 것을 플롯상의 요점으로 한다. 뷔크트리아아침 후기의 기사도 이야기의 서브 장르로서 시작되어, 지금도 인기가 계속되고 있다.
이 장르가 태어난 것은 이집트의 왕가의 계곡의 다수의 무덤, 반신화라고 생각되고 있던 트로이의 요새, 정글에 둘러싸인 마야의 피라미드, 아시리아 제국의 도시 등, 온 세상에서 없어진 문명의 매력적인 자취가 발견되고 있었던 시대이다. 따라서, 뷔크트리아아침의 모험가가 고고학적 발견을 했다는 현실의 이야기가 대중의 상상력을 잡는 것에 성공했다. 1871년으로부터 제1차 세계대전까지의 사이에, 여러 가지 대륙을 무대로 한 잃어버린 세계물의 출판수는 극적으로 증가했다. 비슷한 테마로서 엘도라도와 같은 「전설의 왕국」도 있다.

## 역사

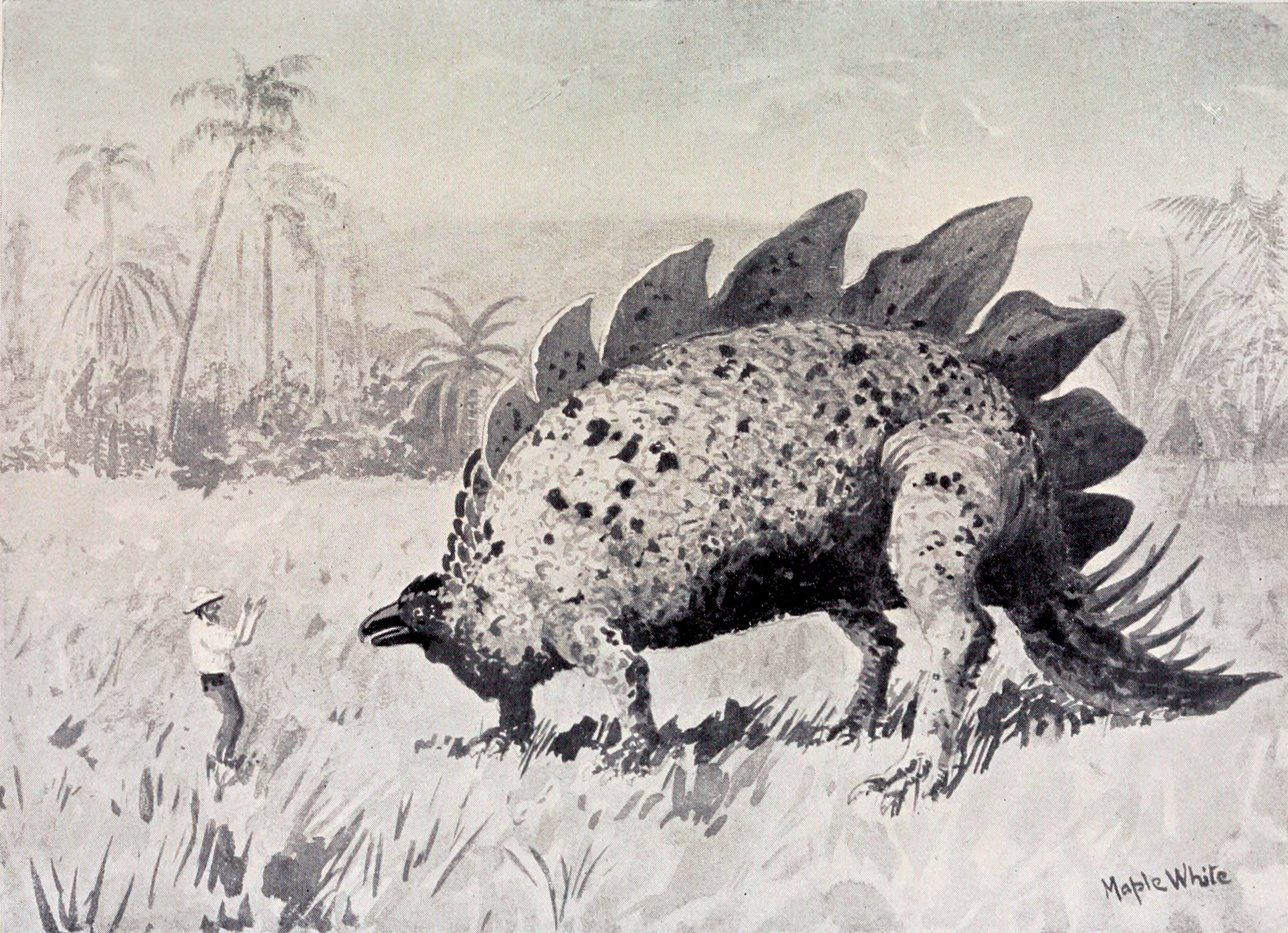
「잃어버린 세계」(1912년)의 삽화

대인기가 된 헨리 라이더 하가이드의 「솔로몬 왕의 동굴」(1885년)이, 이 장르의 기원으로 여겨지는 일이 있다. 하가이드의 소설이 기본적인 형태를 만들어, 후의 작품에 영향을 주었다. 예를 들면, 라드야드 표링의 「왕이 되려고 한 남자」(1888년) , 아서 코난 도일의 「잃어버린 세계」(1912년) , 에드거 라이스 바로즈의 「시간에 잊혀진 나라」(1918년) , 에이브라함 메리트의 「문 풀」(1918년), 하워드 필립스 러브크래프트의 「광기의 산맥에서」(1936년) 등이 있다.
그 이전의 작품, 예를 들면 사뮤엘 버틀러의 「일렉트로닉 폰-산맥을 넘어—」(1872년) 도 같은 플롯을 채용하고 있지만, 모험보다 조나단 스위프트 풍의 사회 풍자를 테마로 하고 있다. 그 밖에 시몬 티소 드 파토의 「잭 맛세의 여행과 모험」(1710년), 로버트 포르특크의 「피터 위르킨즈의 생애와 모험」(1751년) 등이 있다. 전자는 선사시대의 동식물을 그리고 있다. 후자는 다니엘 데퍼와 스위프트에 영향을 받은 18세기의 공상적 항해를 그리고 있어 주인공 피터 위르킨즈가 험한 봉우리에서 둘러싸인 절해의 고도에서 날개를 가진 사람형의 종을 발견하는 이야기이다. 에드거 앨런 포의 「난타켓트 섬 출신의 아서 고든 핌의 이야기 」(1838년)는 특히 종반으로 향해 잃어버린 세계적 요소가 진해지고 있다.
「심조니아 어떤 발견 항해」(1923년)는 1818년에 존 크리브스 심스가 주창한 지구공동설이 소재가 되고 있어 이쪽이 잃어버린 세계물의 기원으로 여겨지기도 한다.
제임스 힐튼의 「잃어버린 지평선」(1933년)은 잃어버린 세계물의 체재로 철학이나 사회에 대해 말하는 것을 주안으로 하고 있다. 거기로부터 태어난 「지상낙원」이라는 말이, 낙원으로서 이상화된 잃어버린 세계를 의미하는 문화의 전달자가 되었다.

## 최근의 예
미국의 작가 마이클 클라이톤은, 저서 「없어진 황금 도시」(1980년)로 이 장르를 부활시켰다. 콩고의 두메 산골에 있는 없어진 정글 문명 진지의 고대 도시, 그리고 거기에 자는 솔로몬 왕의 재보를 찾는 이야기이다. 1990년대가 되면 제임스 가니가 「다이노트피아」라고 불리는 지도에 없는 섬을 무대로 한 쥬브나일 소설 시리즈를 출판한다. 그 섬에서는 인류와 공룡이 공존하고 있다.
잃어버린 세계물은 소설 이외에도 존재한다. 텔레비전 게임에서는 「툼레이더」와 그 속편이 유명하다. 영화에서는 「인디 존스 시리즈」의 컨셉이 잃어버린 세계물에 가깝다.

## 같이 보기
- 지구공동설